# Comunità ecclesiale di base
Le comunità ecclesiali di base (CEB) sono piccole comunità, nate principalmente all'interno della Chiesa cattolica sullo stimolo dal Concilio Vaticano II (1962-1965), che si propongono la riscoperta della Parola di Dio, che fonda la Chiesa come popolo in un contesto di impegno solidale con gli oppressi. Le comunità ecclesiali di base, sorte principalmente in Africa e America Latina su iniziativa dei missionari e - almeno in una prima fase - con il sostegno dall'episcopato locale, condividono con le comunità cristiane di base il contesto storico ed ecclesiale del loro sviluppo, ma se ne differenziano perché queste ultime si sono sviluppate soprattutto in Europa, in discontinuità e talvolta in aperto contrasto con la prassi ecclesiale e la gerarchia.

## Storia e metodo
Le CEB si diffondono particolarmente negli anni settanta-ottanta in Brasile, durante la lotta contro la dittatura militare, contribuendo coscientemente al processo di rinascita democratica del Paese.
Normalmente, si considera che l'origine delle stesse si possa far risalire agli anni sessanta, come risultato dell'esperienza della Catechesi Popolare o con Movimento per l'Educazione di Base. Non si può negare, inoltre, l'influenza dello sforzo da parte dell'Azione Cattolica nella questione della cittadinanza, gli sforzi di rinnovamento pastorale della Commissione Nazionale Biblica Brasiliana (CNBB) (in particolare il Piano di Emergenza e il Piano per la Pastorale d'Insieme) e in generale tutta la riarticolazione della pastorale popolare dopo il golpe militare del 1964.
Le Conferenze di Medellín (1968) e di Puebla (1979) del Consiglio Episcopale Latinoamericano collaborano decisivamente per la sua evoluzione: Medellín introducendo nell'immaginario ecclesiale la tematica centrale della liberazione, Puebla con l'accentuazione dell'opzione preferenziale per i poveri, radicata nell'Esodo e nella predicazione di Gesù.
Le CEB sono costituite da gruppi di persone che, abitando nello stesso barrio o nello stesso quartiere o villaggio, si incontrano per riflettere sulla propria realtà sociale e religiosa alla luce della lettura della Parola di Dio. Da questa analisi, fatta con spirito di fede e con lo sguardo rivolto alla realtà sociale, esse iniziano anche a rivendicare e realizzare un miglioramento delle condizioni di vita e, nello stesso tempo, a compiere un percorso di accresciuta consapevolezza della situazione sociale e politica in cui è inseriti. La richiesta di una trasformazione della società è ispirata al metodo che il pedagogista Paulo Freire avevo ideato per l'alfabetizzazione degli adulti, in cui l'apprendimento era rivolto alla coscientizzazione popolare e alla successiva azione come pratica di libertà.
Il continuo dissenso nei confronti della gerarchia della Chiesa cattolica, del Magistero e della Tradizione, ha portato questa comunità ecclesiale a porsi fuori dalla Comunione con Roma, divenendo, di fatto, non più cattolica.

## Critiche e opposizioni
Il cattolicesimo ufficiale afferma che le CEB rappresentano un'errata interpretazione dell'ecclesiologia della Lumen Gentium come «popolo di Dio» in ascolto della Parola, il che ha naturalmente portato a un'opposizione all'interno della Chiesa, dal momento che minacciano i fondamenti tradizionali del cattolicesimo, per la presenza di molteplici comunità, sovente affidate alla direzione da parte dei laici, uomini e donne, in cui lettura biblica e impegno procedevano, completamente prive di guida, in modo indipendente da forme tradizionali di pastorale. L'accentuazione del principio carismatico sull'istituzione ecclesiale e l'uso del metodo delle scienze sociali per analizzare la Chiesa, unita all'abbandono della visione filosofica che informa tutta la teologia autenticamente cattolica sono pericolose incursioni delle filosofie politiche, soprattutto di stampo marxista, che mettono in discussione i dogmi fondamentali del Cristianesimo.
Si iniziò a parlare di un pericolo che interessava la Chiesa, mettendo in allarme i fedeli e la società tutta, preoccupati che i marxisti potessero appropriarsi anche del messaggio fondamentale cattolico, ossia l'annuncio di Cristo. Significativo è il pronunciamento che il Dipartimento di Stato degli USA espresse, attraverso il primo e il secondo il documento di Santa Fè, in cui la teologia della liberazione e le sue cellule (le CEB) erano viste come «una dottrina politica, ormai deviata della credenza religiosa, con un significato antipapale e antiliberista», capace di impedire il controllo della società da parte delle istituzioni.
Con la crescita del rinnovamento carismatico cattolico, e la diffusione massiccia delle chiese libere di matrice fondamentalista e settaria, entrambe di provenienza statunitense, le CEB hanno ricevuto un ridimensionamento, pur non perdendo di vitalità e di originalità. Per le sue caratteristiche, il movimento delle CEB si è radicato anche nelle stesse chiese protestanti storiche (metodista, luterana, presbiteriana), sviluppando un forte connotato ecumenico, soprattutto nelle scelte a favore delle classi più disagiate della popolazione.